# La Voix de l'innocence

La Voix de l'innocence (Plain Truth, littéralement Simple Vérité) est un téléfilm dramatique canado-américain réalisé par Paul Shapiro, et diffusé aux États-Unis le 4 octobre 2004 sur Lifetime.

## Sypnosis
Un cadavre de bébé a été retrouvé dans une ferme d'une communauté amish de Pennsylvanie. Cette découverte bouleverse profondément la vie des paysans amish, confrontés à la violence de cet acte et à l'intrusion brutale de la société urbanisée dans leur monde paisible par l'arrivée des forces de l'ordre chargées de l'enquête. Les inspecteurs, quant à eux, restent perplexes : comment la victime a-t-elle été tuée ? Pourtant, rapidement, la police annonce qu'elle tient un suspect en la personne d'une jeune femme Katie Fitch, membre de la communauté.
Ellie, une brillante avocate, décide de défendre Katie. Elle se rend sur place et s'immerge dans cet univers étrange, dont elle ne connaît ni les règles ni les usages…

## Fiche technique
- Titre original : Plain Truth
- Titre français : La Voix de l'innocence
- Réalisateur : Paul Shapiro (en)
- Scénario : Matthew Tabak, d'après le roman éponyme de Jodi Picoult (2001)
- Direction artistique : Terry Quennell
- Décors : David Barkham
- Costumes : Kate Delmage
- Photographie : David Greene
- Montage : Michael Pacek (en)
- Musique : Yves Laferrière
- Production : Michael Mahoney
- Sociétés de production : Canadian Film, Muse Entertainment Enterprises et Plain Truth Productions
- Société de distribution : Lifetime (États-Unis)
- Pays d'origine : Canada, États-Unis
- Langue : anglais
- Format : Couleurs
- Genre : drame
- Durée : 95 minutes
- Dates de diffusion :
  -  États-Unis : 4 octobre 2004 sur Lifetime
  -  France : 13 mai 2005

## Distribution
- Mariska Hargitay (VF : Dominique Dumont) : Ellie Harrison
- Alison Pill (VF : Laëtitia Godès) : Katie Fitch
- Jan Niklas : Aaron Fitch
- Kate Trotter : Sarah Fitch
- Alec McClure : Jacob Fitch
- Robert Bockstael (en) : George Calloway
- Colin Fox (VF : Pierre Hatet) : le prêtre Stoflus
- Jonathan LaPaglia (VF : David Krüger) : Cooper
- Laura Leigh Hughes : l'inspectrice Lisa Munro
- Catherine Disher : Leda
- Andrew Martin-Smith : Samuel Stoflus
- Christopher Ralph (en) (VF : Tony Marot) : Adam Sinclair
- Nigel Bennett : Jeremy Whitmore
- Peter Blais (en) : le docteur Owen Zieglar
- David Christoffel : Steven
- Maria Rogers : Hannah Fitch
- Jeremy Akerman (en) : le juge
- Mauralea Austin : le premier juré
- Brian Heighton : le médecin légiste
- Darcy Lindzon : l'ambulancière
- Glen Grant : l'agent de sécurité
- Kevin Leblanc : le docteur
- Krista Macdonald : l'infirmière
- Thomas Gibson : le serveur
- Geoff McLean : le policier en uniforme
- David Gibson McLean et Colin Rogers : les garçons amish
- Bruce Graham et Jim Swansburg : journalistes

 Source et légende : version française (VF) sur RS Doublage

## Production
Le tournage a eu lieu à Halifax en Nouvelle-Écosse au Canada.

## Accueil
Le téléfilm a été vu par environ 4,7 millions de téléspectateurs lors de sa première diffusion.